# Andesiops peruvianus
Andesiops peruvianus es una especie de insecto: una efímera de la familia Baetidae nativa de Sudamérica.

## Distribución
Esta especie habita en Argentina, Bolivia, Chile, Colombia, Ecuador, Perú y Venezuela. En Chile se distribuye en las regiones de Arica y Parinacota, Antofagasta, Coquimbo, Valparaíso, Metropolitana de Santiago, Maule, Ñuble, Araucanía, Los Ríos, Los Lagos, Aysén del General Carlos Ibañez del Campo y Magallanes y la Antártica Chilena.